# ماركوس باول (منتج أسطوانات)
ماركوس باول (بالإنجليزية: Monty Powell)‏ هو منتج أسطوانات وكاتب أغاني أمريكي، ولد في 1 يونيو 1961 في ريساكا في الولايات المتحدة.

## وصلات خارجية
- ماركوس باول على موقع IMDb (الإنجليزية)
- ماركوس باول على موقع ميوزك برينز (الإنجليزية)
- ماركوس باول على موقع ديسكوغز (الإنجليزية)